# Muzeul Memorial „Alexandru Ioan Cuza”
Muzeul Memorial „Alexandru Ioan Cuza” este un muzeu județean din Ruginoasa, amplasat în Șos. Iași - Pașcani, km 60. 

## Istoric
Monument istoric și arhitectural construit în perioada 1800 - 1811 în stil neogotic, după planurile arh. Johan Freiwald. A fost castel al familiei Sturdza (1811 - 1862), reședință domnească a lui Al.I. Cuza (1862 - 1866), în continuare castel al familiei Cuza (până în 1895), apoi a aparținut familiei Moruzzi-Brătianu. Între 1936 - 1944 a funcționat Spitalul TBC al CFR, fiind distrus în 1944. Din 1979 este refăcut ca muzeu și adăpostește piese de mobilier ce au aparținut familiei Cuza: tacâmuri, cristale de Baccara, porțelan de Sèvres, piese de îmbrăcăminte și obiecte personale ale familiilor Cuza, Kogălniceanu, Negri, Sadoveanu, tablouri și statuete aparținând pictorilor români și străini din secolul al XIX-lea (Nicolae Grigorescu, Constantin Lecca, Giuseppe de Nitis, Canova, Barias). În perioada 1979 - 1982 castelul este amenajat ca muzeu local de istorie și etnografie. 
Printre cei care au contribuit la realizarea acestui muzeu se numără: Gheorghe Platon, Ion Antonescu, Maria Huminic-Teclean, Ion Arhip.
Monument istoric și arhitectural construit în perioada 1800 - 1811 în stil neogotic, arhitect Johan Freiwald. Castel al familiei Sturdza (1811 - 1862), reședință domnească a lui Al.I. Cuza (1862 - 1866) și în continuare castel al familiei Cuza (până în 1895).